# Corupția în Guineea-Bissau
Corupția în Guineea-Bissau se află printre cele mai ridicate niveluri din lume. În Indicele de percepție a corupției pentru 2023 al Transparency International, Guineea-Bissau a obținut un scor de 22 pe o scară de la 0 („foarte coruptă”) la 100 („necoruptă”). În funcție de scor, Guineea-Bissau s-a clasat pe locul 158 din cele 180 de țări incluse în indice, unde țara clasată pe primul loc este percepută ca având cel mai onest sector public. Cu toate acestea, scorul Guineei-Bissau s-a îmbunătățit sau a rămas constant în fiecare an de la punctul său minim din 2018, când a obținut un scor de 16. Pentru comparație cu scorurile la nivel mondial, cel mai bun scor în 2023 a fost 90 (locul 1), scorul mediu a fost 43, iar cel mai slab scor a fost 11 (locul 180). Pentru comparație cu scorurile regionale, scorul mediu în rândul țărilor din Africa subsahariană a fost 33. Cel mai mare scor din Africa subsahariană a fost 71, iar cel mai mic scor a fost 11. În 2013, Guineea-Bissau a obținut un scor inferior mediei atât pentru Africa, cât și pentru Africa de Vest în Indexul guvernanței africane al Mo Ibrahim Foundation⁠(d).
Heritage Foundation a declarat că corupția este caracteristică guvernului și economiei din Guineea-Bissau. Gestionarea defectuoasă a guvernului din Guineea-Bissau, conform raportului Transparency International din 2014 privind această țară, a „creat un mediu propice corupției la scară largă”. Există o cultură a impunității, iar cetățenii nu au dreptul de acces la informații.
O mare parte din corupția din Guineea-Bissau este legată de faptul că țara este un centru al traficului internațional de droguri. „Sărăcia abjectă, colapsul statului, lipsa mijloacelor și corupția endemică”, afirmă o sursă, „au făcut din Guineea Bissau un rai pentru baronii columbieni ai drogurilor”.

## Context

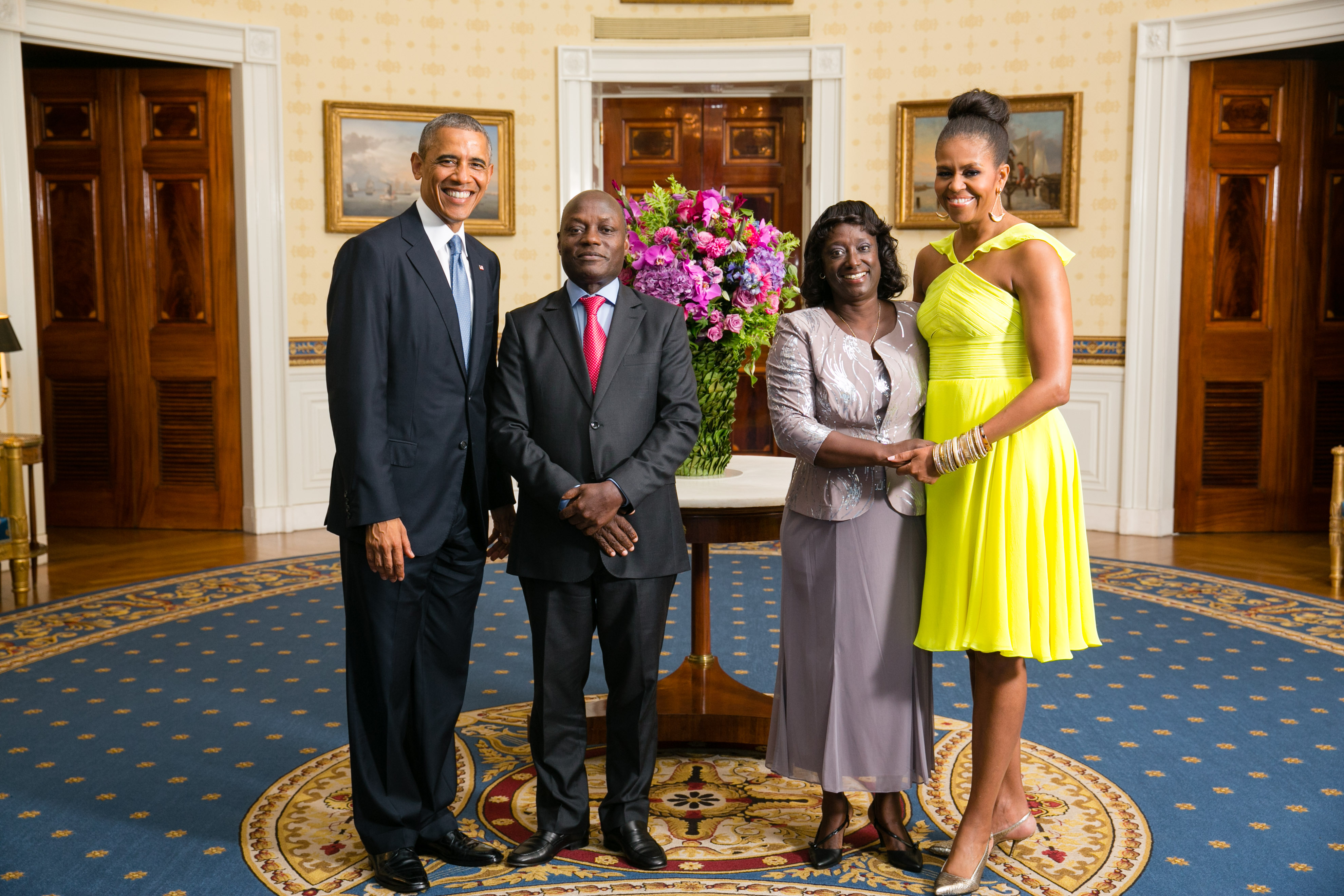
Fostul președinte american Barack Obama și Prima Doamnă cu președintele José Mario Vaz

Un raport Transparency International privind Guineea-Bissau remarcă instabilitatea sistemică și proasta gestionare a guvernului, după cum o demonstrează faptul că niciunul dintre președinții săi nu și-a încheiat vreodată un mandat întreg.
Fostă colonie portugheză și „unul dintre cele mai fragile state din Africa”, națiunea și-a câștigat independența în 1974⁠(d) și a trecut prin mai multe lovituri de stat în deceniile care au urmat.
În ultima perioadă, creșterea economică scăzută a îngreunat gestionarea de către oficialii guvernamentali a rețelelor de clientelism și compensarea acoliților, alimentând astfel creșterea altor forme de îmbogățire personală ilegală, în special traficul de droguri și de arme. Aceste rețele de trafic au transformat țara într-o placă turnantă pentru comerțul ilegal.
Între 2008 și 2011 au existat unele îmbunătățiri în ceea ce privește corupția. Apoi, în 2012, guvernul a fost răsturnat în urma unei lovituri de stat militare, care a pus capăt încercărilor de a reduce corupția și de a introduce alte reforme. În 2014, alegătorii l-au ales pe José Mário Vaz⁠(d) la președinție.

## Traficul de droguri
Țara a fost un centru de trafic de droguri încă de la începutul secolului XXI, iar mulți dintre liderii săi politici și militari sunt profund implicați în traficul de droguri. Stupefiantele ilegale din America Latină ajung în Europa prin Guineea-Bissau, pe care Oficiul Națiunilor Unite pentru Droguri și Criminalitate⁠(d) (UNODC) o consideră singurul „narco-stat” din lume. Începând cu 2007, cartelurile de droguri columbiene au folosit Guineea-Bissau, în ultimii trei ani, ca punct de tranzit major pentru traficul european. În acel moment, potrivit DEA din SUA, 800-1000 kg de cocaină ajungeau în Guineea-Bissau cu avionul în fiecare noapte, iar o cantitate suplimentară ajungea pe mare.
Baronii cocainei din America Latină, a explicat Der Spiegel, caută națiuni corupte în locații geografice convenabile, ca fiind ideale pentru traficul de droguri. Autoritățile din Guineea-Bissau care încearcă să limiteze traficul de droguri nu dispun de cele mai elementare echipamente, cum ar fi vehicule și stații radio, și adesea au rezerve insuficiente de benzină. Țara nu are o forță capabilă sau dispusă să asigure legea și ordinea, creând astfel un centru ideal pentru narcotrafic. De asemenea, are frontiere slab respectate, aerodromuri nesupravegheate și un guvern civil slab. În plus, practic nu extrădează niciodată pe nimeni, după cum demonstrează cazul criminalului și teroristului George Wright⁠(d), care după condamnarea sa în SUA a lucrat ani de zile în Guineea-Bissau ca antrenor de baschet.

## Guvern
Operațiunile fiscale ale guvernului sunt caracterizate de o lipsă de transparență, de previzibilitate, de control bugetar, de coluziune în rândul guvernului și al personalului-cheie și de controale externe asupra cheltuielilor publice. Oficialii de rang înalt din țară au acumulat „bogăție și influență fără precedent” și se bucură de un grad ridicat de impunitate.
Corupția politică constă în mare parte în implicarea în traficul de narcotice. Această implicare, potrivit Transparency International, a revizuit sistemele de patronaj din Guineea-Bissau, diminuând în cele din urmă rolul statului în schema de corupție, slăbind guvernul în ansamblu.

### Președinte
Conform Constituției, președintele are puteri extrem de largi, inclusiv autoritate legislativă și capacitatea de a numi judecători. Acest lucru îi permite cu ușurință să abuzeze de putere și să acumuleze averi în detrimentul poporului. Criticii au susținut că puterea președintelui ar trebui limitată în anumite moduri, în timp ce puterile prim-ministrului, ale parlamentului⁠(d), ale procurorului general și ale sistemului judiciar sunt consolidate și întărite. Criticii au solicitat, de asemenea, o funcție publică bazată pe merit.

### Forțele militare, de poliție și de securitate
Sectoarele de securitate și de aplicare a legii din Guineea-Bissau sunt vulnerabile la corupție și la interferența politicienilor. Salarizarea inadecvată a membrilor poliției și ai serviciilor penitenciare îi face și mai vulnerabili la corupție. Criminalitatea și brutalitatea în rândul forțelor de securitate bissau-guineze sunt bine documentate, la fel ca și cazurile în care înalți funcționari ocolesc autoritatea poliției eliberând prizonieri și confiscând cocaină. O situație neclară în ceea ce privește competența duce la conflicte instituționale, în special în ceea ce privește anchetele penale.
Membrii poliției, ai forțelor de securitate și ai armatei sunt cu toții implicați în sprijinirea și încurajarea traficului de droguri. De exemplu, armata este implicată în închirierea de baze aeriene și șantiere navale traficanților de droguri, care au închiriat, de asemenea, insule pentru a construi companii de fațadă pentru a masca mișcările avioanelor. De asemenea, comerțul cu droguri a contribuit la dezvoltarea unei culturi a intimidării și violenței în cadrul armatei.

### Judiciar
Sistemul judiciar nu dispune de resurse și de formare adecvate și, de asemenea, nu este independent. Aceasta nu urmărește acuzațiile de corupție. Nimeni din țară nu a fost vreodată urmărit penal sau condamnat pentru spălare de bani. Publicul are o mare neîncredere în sistemul judiciar al țării, din cauza costurilor ridicate ale căutării justiției și a lipsei de etică, care îi determină pe oameni să rezolve disputele în afara sistemului juridic.
Corupția judiciară descurajează afacerile, potrivit unui sfert dintre companiile care au răspuns la un sondaj al Băncii Mondiale din 2006. Un raport Amnesty International din 2001 a sugerat că demiterea mai multor judecători și funcționari de la Curtea Supremă era legată de decizii judiciare care nemulțumeau guvernul.

## Impact asupra afacerilor
Într-un sondaj realizat de Banca Mondială în 2006, 44% dintre întreprinderi au declarat că corupția este un obstacol major în calea afacerilor. În 2008, 27,6% dintre firmele din Guineea-Bissau au primit mită cel puțin o dată; în Africa în ansamblu, cifra a fost de 22,3%, iar în întreaga lume, cifra a fost de 17,4%. În același an, 48,9% dintre întreprinderile din Guineea-Bissau au declarat că au oferit „cadouri” pentru a obține contracte guvernamentale, comparativ cu 31,1% dintre întreprinderile din Africa în general. Aproape două treimi dintre întreprinderile din această țară au declarat că li s-a cerut să mituiască funcționari publici pentru a atinge anumite scopuri. Pentru producătorii care își desfășoară activitatea în Guineea-Bissau, mita ar putea ajunge până la 4,4% din costuri.

## Eforturile anticorupție
Guineea-Bissau are puține instituții sau legi menite să combată corupția. Ca și alte țări din Africa lusofonă, Guineea-Bissau nu are un cod etic formal, are un număr insuficient de auditori externi și un control slab al calității.
Comitetul împotriva corupției, creat în 1995, a avut drept scop abordarea și prevenirea actelor de corupție în cadrul guvernului și în alte domenii. Curtea de Conturi, principala instituție de audit, a fost introdusă în 2006 pentru a verifica conturile și bugetul Ministerului de Finanțe. Guineea-Bissau a ratificat mai multe convenții ale Organizației Națiunilor Unite de combatere a corupției, precum și Convenția Uniunii Africane privind corupția. În 2008, s-a constatat că Guineea-Bissau nu respectă 34 din cele 49 de statute ale Grupului de Acțiune Financiară Internațională (FATF), care acoperă aspecte precum diligența și incriminarea finanțării terorismului.
În 2009, țara și-a reformat sistemul de achiziții în conformitate cu liniile directoare ale Uniunii Monetare Economice din Africa de Vest. Această reformă a presupus înființarea unui nou organism de reglementare, formarea unui departament de achiziții publice, instituirea unei unități de audit care să verifice tranzacțiile de achiziții ale unității centrale și introducerea unei noi infrastructuri de achiziții.
Un nou sistem de gestionare a cheltuielilor publice, instituit în 2010 sau cu puțin timp înainte, a contribuit la controlul cheltuielilor guvernamentale, obligând fiecare birou guvernamental să prezinte parlamentului un buget anual și rapoarte de activitate. Cu toate acestea, după lovitura de stat militară din 2012, eforturile de reformă au fost stopate.
Au fost efectuate unele arestări legate de droguri, inclusiv arestări ale unor oficiali militari, însă inculpații nu au fost trimiși în judecată cu succes. În martie 2012, fostul procuror general a anunțat că investigațiile privind asasinarea președintelui João Vieira⁠(d) și a comandantului armatei, generalul Tagme Na Waie⁠(d), au fost oprite din cauza dificultăților în colectarea probelor.
În august 2015, președintele Jose Mario Vaz i-a demis pe prim-ministrul Domingos Pereira⁠(d) și pe membrii cabinetului său, acuzându-i de corupție, nepotism și obstrucționarea justiției. ONU și GIABA au contribuit la înființarea Unității de informații financiare din Guineea-Bissau, însă resursele acesteia sunt prea limitate pentru a-și putea exercita funcțiile.

### Acțiunile SUA
În aprilie 2013, SUA l-au arestat pe șeful marinei din Guineea-Bissau în apele internaționale sub acuzația de trafic de droguri. Acesta primea comisioane de 1 milion de dolari pe tonă pentru facilitarea transportului de droguri ilicite în SUA și Europa.
În același an, un mare juriu american l-a inculpat pe șeful forțelor armate din Guineea-Bissau pentru trafic de cocaină și arme.